# Litoria pronimia
Litoria pronimia är en groddjursart som beskrevs av Menzies 1993. Litoria pronimia ingår i släktet Litoria och familjen lövgrodor. IUCN kategoriserar arten globalt som livskraftig. Inga underarter finns listade i Catalogue of Life.